# Augustin Augustinović
Augustin Augustinović (Skakava Gornja, 20. ožujka 1917. – Carrizal, 24. srpnja 1998.) bio je hrvatski katolički svećenik iz reda franjevaca, publicist i bibličar. 

## Životopis
Bio je sin Franje i Janje (rođ. Matijević), a kršten je imenom Anto. Osnovnu je školu završio u Bukoviku (1924.–1928.), a klasičnu gimnaziju u Visokom (1928.–1937.). Filozofsko-teološki studij završio je na Bogoslovnom fakultetu u Zagrebu (1937.–1939.) te Franjevačkoj teologiji u Sarajevu (1939.–1942.).
Za svećenika je zaređen 9. studenog 1941. Na sveučilištu Antonianum u Rimu stekao je magisterij (1943.) i doktorat (1945.). Doktorirao je tezom „Critica determinismi joannei”. Na rimskomu Papinskom biblijskom institutu završio je specijalistički biblijski studij (1945.–1947.) te je postigao licencijat iz Svetog pisma.
Predavao je na Franjevačkom biblijskom institutu u Jeruzalemu (1947.–1952.). Godine 1952. odlazi u Venezuelu gdje je djelovao kao misionar u mjestima Capaya (1952.–1955.), Caucagua (1955.–1969.) i Carrizal (od 1969).
Potpisivao se i pseudonimima Tin Tinović i Toni Tinov. Objavljivao je pjesme, teološke članke i biblijske studije
Umro je u Carrizalu 24. srpnja 1998. godine. Godine 2003.  tadašnji biskup Ovidio Perez Morales je pokrenuo službeni postupak za njegovo proglašenje blaženim. Tom prigodom otvoren je fra Augustinov grob i tijelo mu je prenešeno u crkvu San Juan Bautista.

## Djela
- „Critica »determinismi« joannei” (Jeruzalem, 1947.)
- „Catalogus librorum in deposito officinae librariae Terrae Sanctae existentium” (Jeruzalem, 1947.)
- „Gerico e dintorni” (Jeruzaem, 1951.)
- „Lineas Biblicas del Movimento de Cursillos” (Salamanca, 1970.)
- „El Khader« e il Profeta Elia” (Jeruzalem, 1971.)
- „Tentaciones de1 cristiano de hoy” (Caracas, 1972.)
- „Vivencia de la Iglesia comunidad” (Salamanca, 1972.)
- „Jesus y la política” (Caracas, 1973.)
- „El hombre roto” (Caracas, 1974.)
- „Notas sobre el pentecostalismo católico” (Caracas, 1974.)
- „Nuestro Mesías” (Caracas, 1974.)
- „Yo creo en el carisma” (Caracas, 1974.)
- „La mujer como problema” (Caracas, 1975.)
- „La mujer en el proceso de liberación” (Caracas, 1975.)
- „Fermento de Evangelio” (Caracas, 1976.)
- „Los homosexuales en la Biblia” (Caracas, 1977.)
- „El ocultismo en la Biblia” (Caracas, 1977.)
- „El Niño en la Biblia” (Caracas, 1978.)
- „Puebla y la religiosidad popular” (Caracas, 1979.)[1]
- „Povijest Isusova” (I-II, Sarajevo, 1984)
- „Od obale do obale” (Sarajevo, 2004)
- „Priče iz doline” (Livno, 1997).[2]

## Počasti
- Prva nagrada na natječaju časopisa „Trípode” za knjigu „El hombre roto”.[1]
- Muzej s osobnim stvarima u prostorijama župne kuće i crkve u Carrizalu (2005.).[2]

### Članci
- Kovačić, Anto Slavko; Vaupotić, Miroslav. 1983. Augustinović, Augustin. Hrvatski biografski leksikon. Zagreb.  journal zahtijeva |journal= (pomoć)
- Topić, Slavko. 2017. Fra Augustin Augustinović (20. 3. 1917. – 24. 7. 1998.). Bosna Srebrena (časopis). Franjevačka teologija Sarajevo. Sarajevo.  (1)